# 실베인 마셀
실베인 마셀(Sylvain Marcel, 1964년 1월 1일 ~ )은 캐나다의 배우, 텔레비전 배우이다.
퀘벡주에서 태어났다.

## 영화
- 유산 (2009년)
- 마이 갓 블레스 아메리카 (2006년)
- 굿 캅 배드 캅 (2006년)
- 술을 마시는 여인 (2001년)